# Edgar Leonard
Edgar Welch Leonard (West Newton, Estats Units, 19 de juny de 1881 − Nova York, 7 d'octubre de 1948) fou un tennista estatunidenc, guanyador de dues medalles olímpiques en els Jocs Olímpics de St. Louis de 1904.

## Biografia
Va estudiar a la Universitat Harvard amb el també tennista Beals Wright i es graduà l'any 1903.
En retirar-se de la competició esportiva es dedicà al món dels negocis, primer portant l'empresa familiar de llana, i posteriorment es va establir a la ciutat de Nova York per establir la seu de la seva agència financera. Es dedicà a aquesta empresa al llarg de la seva vida mentre seguia jugant a tennis i a polo en el seu temps lliure.

## Carrera esportiva
Mentre estudiava a la universitat va disputar diversos torneigs de tennis i fins i tot va capitanejar l'equip de la universitat, però mai va aconseguir imposar-se en el campionat nacional.
Va destacar en els Jocs Olímpics d'Estiu de 1904 realitzats a Saint Louis (Estats Units), on va aconseguir guanyar la medalla d'or en la competició de dobles masculins fent parella amb el seu amic Beals Wright. En els quatre partits que van disputar per endur-se el títol només van cedir un sol set. En aquests mateixos Jocs guanyà la medalla de bronze en la competició individual, ja que fou eliminat en semifinals per Robert LeRoy i en aquella edició no es disputava final de consolació per la medalla de bronze.

## Jocs Olímpics

### Individual
| Any  | Campionat                                | Oponent | Resultat |
| ---- | ---------------------------------------- | ------- | -------- |
| 1904 | Jocs Olímpics, Saint Louis, Estats Units |         |          |

### Dobles
| Any  | Campionat                                | Parella      | Oponents                   | Resultat |
| ---- | ---------------------------------------- | ------------ | -------------------------- | -------- |
| 1904 | Jocs Olímpics, Saint Louis, Estats Units | Beals Wright | Alphonzo Bell Robert LeRoy | 6−4, 6−4 |